# Cloud Nine (MMORPG)
Cloud Nine é um MMORPG grátis desenvolvido pela Mgame , EXcube publicado pela Mgame, EUA . O Cloud Nine está disponível em alguns idiomas como: Coreano, Inglês, Espanhol e Japonês.

## Classes
O jogo tem 6 classes: Guerreiro (Warrior), Monge (Monk), Mago (Mage), Clérigo (Cleric), Ladrões (Rogues) e Caçador (Hunter).